# Hiccoda roseitincta
Hiccoda roseitincta là một loài bướm đêm trong họ Noctuidae.